# ابن غلبون
محمد بن خليل بن أحمد بن عبد الرحمن بن غلبون المصراتي المعروف بـ ابن غلبون مؤرخ وعالم ولد بمدينة مصراتة - ليبيا في أواخر القرن السابع عشر وهو ينتمي إلى أسرة غلبون العربية من آل سالم بطن من بني سليم مساكنهم بمدينتي مصراتة ومسلاته، حفظ القرآن الكريم ودرس بعض العلوم بمصراتة، ثم سافر إلى مدينة طرابلس ودرس بها بعد ذلك رحل إلى مصر ودرس بالجامع الأزهر.

## نشأته وحياته
ولد ابن غلبون في مدينة مصراتة الليبية في القرن السابع عشر الميلادي ولا يعرف تاريخ ولادته بالتحديد، حيث كانت دراسته الأولية ثم انتقل إلى مدينة طرابلس لطلب العلم على يد عدد من العلماء من بينهم الشيخ أبي محمد عبد الله بن يحيى السوسي، وبعد ذلك توجه إلى مصر وانظم إلى طلبة الجامع الأزهر الشريف لتلقي العلوم الدينية واللسانية من الشيخ عبد الرؤوف البشبيشي وعاد بعد ذلك في سنة 1133 هـ (1720م) إلى مدينته مصراتة وأسس بها زاوية (منارة علمية) لتعليم الطلبة وتدريسهم العلوم الدينية والفقهية، حيث كان من أشهر علماء الحركة العلمية أيام عهد الأسرة القرمانلية. اشتهر بين الناس بالأمر بالمعروف والنهي عن المنكر، فقد كان عالم ومعلم وفقيه يدعو إلى الرجوع للتعاليم الإسلامية الصحيحة البعيدة عن الأباطيل. وقد كان له موقف جليل في بذل مسعى حميداً لدى أحمد باشا القرمانلي والي طرابلس حتى حصل على إذن منه لإلغاء الضرائب على طلبة العلم.

## انظر ايضاً
دولة بنوا غلبون

## مؤلفاته وأعماله
من أشهر مؤلفاته وأعماله خلال فترة حياته:
- كتاب التذكار فيمن ملك طرابلس وما كان بها من الأخبار.
- شرح نظم بن سعيد السويسي في علم الفلك.
- تحفة الاخوان البهية في المقدمة الرحبية.

يعتبر كتابه (التذكار) أهم وأقدم مصادر التاريخ في ليبيا حتى الآن، وهو يعرفنا بفترات تاريخية كنا نجهلها لولا كتابه، وقد استفاد منه العديد من الباحثين الليبيين والمستشرقين في مؤلفاتهم عن تاريخ ليبيا مثل أحمد النائب الأنصاري، الشيخ الطاهر الزاوي، المستشرق الفرنسي شارل فيرو والمستشرق الإيطالي إتوري روسي الذي كان له العديد من الدراسات التاريخية والتي خص ليبيا بالجزء الأكبر منها وكان ابن غلبون مصدره العربي الوحيد فيما يتعلق بفترة الحكم العثماني والأسرة القرمانلية.
وقد ترجم هذا الكتاب إلى اللغة التركية في شكل ملخص تحت عنوان (تاريخ ابن غلبون) بواسطة محمد بهيج الدين سنة 1864 م قبل أن تظهر النسخة العربية سنة 1867م ، وإلى اللغة الإيطالية بواسطة السنيور أتيمروروس سنة 1936 م.
وسبب تأليفه كتاب التذكار هو شرح لقصيدة أحمد بن عبد الدائم الأنصاري التي رد بها على الرحالة المغربي أبا عبد الله محمد بن محمد العبدري الذي هجا طرابلس عقب مشاجرة نشبت بينه وبين قاضيها أبي محمد عبدالله بن عبد السيد، حيث بدأ كتابه بشرح القصيدة متطرقاً منها للحديث عن ليبيا ولوصف طرابلس متحدثاً عن دخول البربر لبرقة وأرض المغرب وفتح عمرو بن العاص برقة وبعد ذلك طرابلس انطلاقاً إلى الجبل الغربي نفوسة واستمر السرد وصولاً إلى عهد أحمد باشا القرمانلي. وكان كتابه هذا شرحاً تاريخياً مفصلاً لطرابلس وأحوالها من عهد الفتح الإسلامي الأول إلى عهد أحمد باشا القرمانلي.

## روابط خارجية
- "مسجد بن غلبون.. تاريخ 800 عام لا يُحرك المسؤولين". قناة 218. مؤرشف من الأصل في 2023-09-30. اطلع عليه بتاريخ 2023-08-07.
- مسجد ابن غلبون. ليبيا (تقرير). شبكة الرائد الإعلامية. 2022. مؤرشف من الأصل في 2023-10-13.
- "المؤرخ الشيخ محمد بن خليل بن غـلبون". طيوب. مؤرشف من الأصل في 2023-09-30. اطلع عليه بتاريخ 2023-08-07.